# Volverlej
Volverlej (Arnica montana), eller guldblomme, er en 30-60 cm høj urt, der er vildtvoksende – omend efterhånden sjælden – i Danmark. Den bruges som lægeplante, især ved fremstilling af "arnicatinktur".

## Beskrivelse
Volverlej er en flerårig, urteagtig plante med en grundstillet roset af blade. Bladene er smalt ægformede og helrandede med talrige, ret stive hår på begge sider. På de blomsterbærende stængler findes nogle få, mere eller mindre klart modsatte blade, som er lancetformede.
Blomsterstænglerne er stift behårede og fuldstændigt oprette. De bærer én stor, endestillet kurv og op til to andre, men noget mindre, sidestillede kurve. Blomstringen sker i juni-juli, og blomsterne er samlet i kurve, hvor randkronerne er meget lange, mens skivekronerne er ganske korte. De er alle gul-orange i farven. Frøene er forsynet med en håragtig fnok.
Rodnettet består af vandrette jordstængler, som bærer de grove, trævlede rødder.
Volverlej når en størrelse på 0,60 x 0,25 m (60 x 25 cm/år), heri ikke medregnet planter, der dannes ved skud fra den krybende jordstængel.

## Voksested
Planten er udbredt over det meste af Nordeuropa i bjerge og på andre lysåbne biotoper, hvor bunden er fugtig. I Danmark findes den i lyse skove, på enge og på ikke alt for sure heder, men planten er blevet sjælden, og den er i stadig tilbagegang.
På sæterne i Dolomitterne vokser arten sammen med bl.a. alpeasters, alpekobjælde, bitter røllike, bjergbaldrian, blå anemone, halvkuglerapunsel, hvid foldblad, isranunkel, jordstar, katteskæg, kranskonval, lyserød potentil, montebaldo anemone, nibladet soringklap, Papaver rhaeticum (en art af valmue), prikket ensian, skovstorkenæb, skægklokke, stor fruesko og stor tusindstråle

## Anvendelse
Udtræk af planten ("Arnikatinktur") bruges i naturmedicinen mod hudafskrabninger, småskrammer og rifter. Se dog nedenfor angående risikoen for allergi.

## Indholdsstoffer
Planten indeholder flere stoffer, som har en indvirkning på kroppen, bl.a. arnicin, fytosteroler, sesquiterpen-laktoser, flavonoider, karotenoider og en æterisk olie. Udtræk af Volverlej kan dog være allergifremkaldende, især på grund af sesquiterpenlaktosen helenalin og derivater af den.
| Portal | Portal:Botanik |